# Cratérope fléché
Turdoides jardineii
Espèce
Statut de conservation UICN

 LC  : Préoccupation mineure
Le Cratérope fléché (Turdoides jardineii) est une espèce de passereaux appartenant à la famille des Leiothrichidae.

## Description
Le cratérope fléché mesure entre 22 et 25 cm et pèse entre 56 et 85 g. Le plumage de l'espèce est marron foncé, des traces blanches en forme de flèche sur le dessus du crâne et sur la gorge donnent son nom à l'oiseau. Les jeunes cratéropes fléchés sont dépourvus de ces marques. La croupe est également blanche. Le bec est sombre, les yeux sont rouge-orangé. Le cri de contact est lancé par un seul individu puis repris par le groupe jusqu'à ce que cela forme une sorte de rire hystérique décrit comme un « scurr-scurr-scurr ». Ce chant est souvent confondu avec celui de l'Irrisor moqueur (Phoeniculus purpureus) qui est pourtant moins mécanique.

## Répartition et habitat

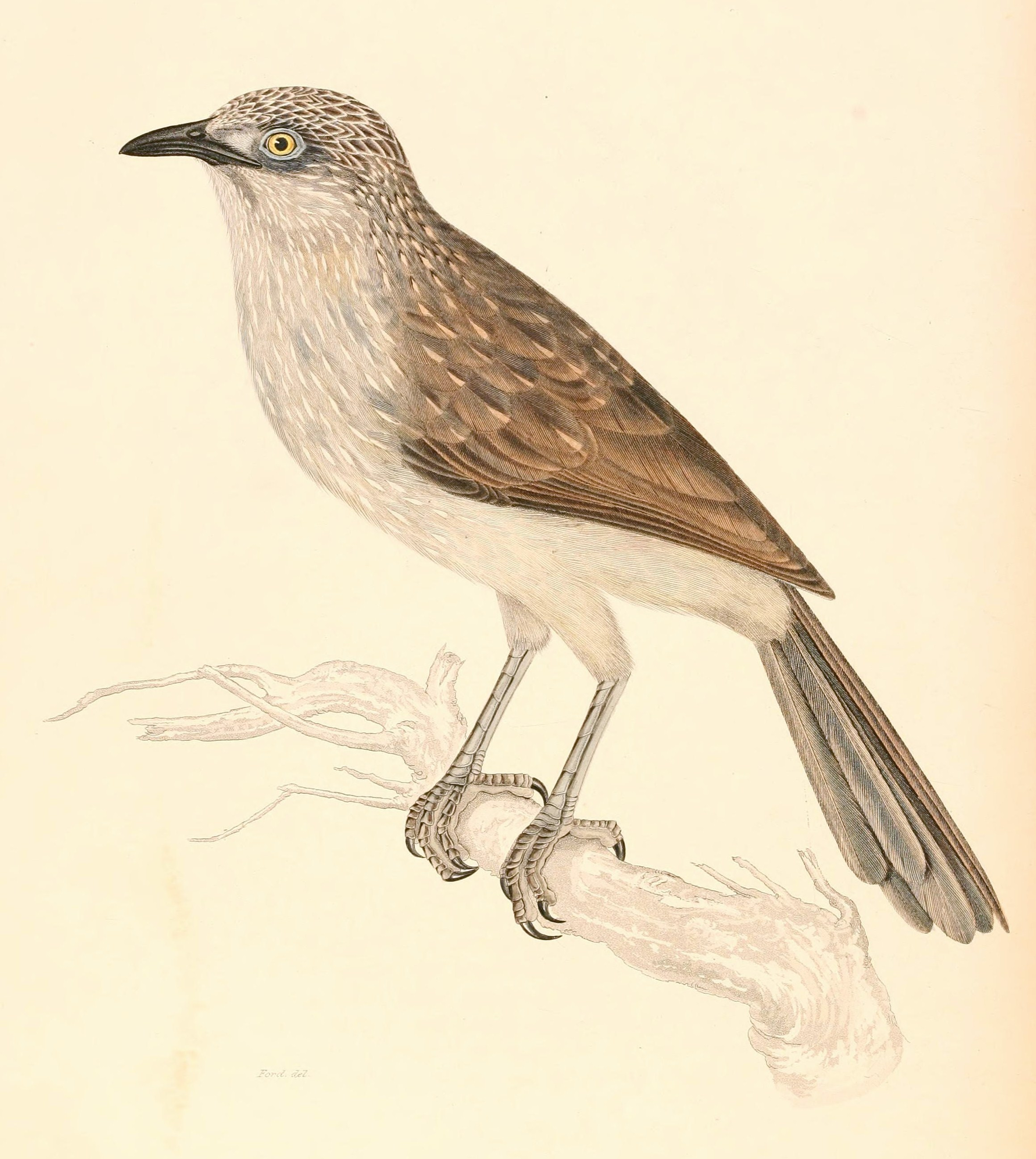
Un cratérope fléché mâle dessiné par Andrew Smith en 1838.

L'espèce et ses différentes sous-espèces couvrent un large territoire depuis l'Afrique centrale jusqu'au nord-est de l'Afrique du Sud. T. j. hyposticta est présent au sud du Gabon, au nord-ouest de l'Angola et en République démocratique du Congo. T. j. tanganjicae occupe également la République démocratique du Congo mais aussi le nord de la Zambie. T. j. emini est visible en Ouganda, au Kenya et en Tanzanie. Ce territoire est à peu près semblable à T. j. kirkii qui vit aussi au Malawi et au Mozambique. L’Afrique australe abrite principalement T. j. tamalakanei et T. j. jardineii, cette dernière sous-espèce étant la seule présente en Afrique du Sud.
Cet oiseau se rencontre principalement dans des forêts claires, dans la savane, dans les fruticées et se satisfait même de la cohabitation humaine dans certains milieux suburbains du Zimbabwe.

## Écologie et comportement
Le cratérope fléché vit en groupe de 6 à 10 individus en moyenne : cette organisation permet la défense de territoires plus ou moins grands selon la taille du groupe. Cet oiseau se nourrit principalement d'insectes, d'araignées et parfois de petits lézards.

## Taxonomie
D'après la classification de référence (version 5.1, 2015) du Congrès ornithologique international, cette espèce est constituée des sous-espèces suivantes (ordre phylogénique) :
- Turdoides jardineii hyposticta (Cabanis & Reichenow, 1877) ;
- Turdoides jardineii tanganjicae (Reichenow, 1886) ;
- Turdoides jardineii emini (Neumann, 1904) ;
- Turdoides jardineii kirkii (Sharpe, 1876) ;
- Turdoides jardineii tamalakanei Meyer de Schauensee, 1932 ;
- Turdoides jardineii jardineii (Smith, 1836).